# Max Heiland (Collagist)
Max Heiland (* 17. Oktober 1921 in Winterthur; † 2. März 2012) war ein Schweizer Coiffeur und Collagist. Er ist vor allem bekannt für seine Werke, welche aus eingefärbten Stoffresten entstanden.

## Leben
Max Heiland wuchs in Winterthur an der Steinberggasse auf. Nach seiner Lehrzeit als Coiffeur übernahm er das väterliche Geschäft zusammen mit seinem Bruder René. Ausserdem war er nach einer Weiterbildung zum Coiffeurmeister auch als Lehrer an der Gewerbeschule Winterthur und Zürich tätig. Später führte er das Coiffeurgeschäft ohne seinen Bruder weiter.
Nachdem er sich zunächst als Maler versuchte, entdeckte er die Collagetechnik. Dabei bildete er aus eingefärbten Textilresten erste Werke. 1963 stellte er sein autodidaktisch angeeignetes Schaffen erstmals öffentlich aus. Aufgrund seiner Technik brachte ihm dies auch den Übernamen «Lumpenkleber» ein. Als Sujet dienten oft Landschaften und Gebäude. Zusammen mit seiner Frau Bethli zog er im zweiten Teil seines Lebens nach Mosnang, wo er sich komplett der Kunst widmete. Seine Werke wurden unter anderem in Hamburg und an zahlreichen Ausstellungen in der Schweiz gezeigt.

## Auszeichnungen
- Premio Internazionale di Pittura Paestum (1967)[6]